# Стация (повинность)
Стация — повинность, существовавшая в XIV — первой половине XVI века, натуральные поборы (мукой, мясом и другими продуктами), которые взимались с податного сельского населения и горожан Польши, Литвы, Украины, Беларуси, частично России на содержание королевского или великокняжеского двора, чиновников, войска.
Во второй половине XVII — начале XVIII века постепенно заменена денежным налогом. В Гетманщине это осуществил гетман Мазепа, где стация собиралась преимущественно на содержание наёмного войска (сердюков и компанейцев). Несмотря на царский указ 1723 года и универсалы гетмана Д. Апостола о запрете стации, она продолжала взиматься на местах до конца 20-х годов XVIII века.
В Речи Посполитой позже была заменена денежным налогом — гиберною.
В Великом Княжестве Литовском: заключалась в сдаче князю, его сопровождающим или магнатам, помещений и содержании их во время его приезда.